# Shadow of the Day
Shadow of the Day is een nummer van de Amerikaanse rockband Linkin Park. Het nummer werd tussen oktober 2007 en februari 2008 uitgebracht als de derde single van het derde studioalbum Minutes to Midnight, waar het als vijfde nummer op de tracklist staat. De single is een van de rustigste nummers van de band en gaat over het afscheid nemen van een dierbare. Het nummer bereikte de top twintig in onder andere de Verenigde Staten, Nieuw-Zeeland en Zwitserland.

## Stijl en achtergrondinformatie
Shadow of the Day is na The Little Things Give You Away het langste nummer van het album. Het nummer heeft haar wortels in het begin van de productiefase. De teksten zijn geschreven door Chester Bennington en Mike Shinoda en het nummer is geproduceerd door Shinoda in samenwerking met Rick Rubin, bekend van onder andere Run-D.M.C. en de Red Hot Chili Peppers. Het nummer gaat over hoe moeilijk het is om een dierbare te verliezen en had vooral voor Shinoda tijdens het schrijfproces een persoonlijke betekenis.
De band had echter moeite om een goed geluid te vinden en vooral op de intro en experimenteerde hierdoor met verschillende stijlen en instrumenten, waaronder de banjo. Uiteindelijk viel de keuze op een bewerkt achterstevoren gespeelde keyboardloop, zoals vermeld in het boekje dat bij het album geleverd is. Na twee kwartsmaten begint Bennington te zingen en ook komt de basgitaar in. Na vier maten begint het refrein waarin lichte gitaarpicking op een elektrische gitaar te horen is. In het tweede couplet start het drumspel en het snaarwerk. Net als in andere nummers als Breaking the Habit en Faint zijn er echte snaarinstrumenten opgenomen omdat de synthesizers te nep overkwamen. Na het tweede refrein komt een gitaarsolo in, die na het derde refrein een octaaf wordt verhoogd. Tijdens deze verhoging wordt een ritmisch gitaarspel toegevoegd, dat tijdens live-uitvoeringen door Bennington wordt gespeeld omdat Shinoda de synths speelt. Dit is het tweede nummer waarop Bennington de ritmische gitarist is, ook doet hij dit op It's Goin' Down, een nummer waar Shinoda de leadvocalen heeft. Na het tweede refrein is er ook een koorgeluid te horen, dat zich tot het einde voortzet. Na de fade-out aan het einde van het nummer begint na vier minuten en vijftien seconden een synthinterlude dat het volgende nummer op het album (What I've Done) inleidt. Tijdens live-uitvoeringen van What I've Done werd deze introductie op enkele concerten gespeeld.
Shadow of the Day zet de nieuwe stilischische richting van de band door. Het nu-metalgeluid waar de band bekend om stond is totaal afwezig en heeft plaats gemaakt voor de alternatieve rock. Het nummer is te benoemen als een ballad en is een van de rustigste nummers van de band door onder andere de meer sombere en duistere toon van Bennington. Ook kenmerkend voor de nieuwe stijl, is de afwezigheid van Shinoda's vocalen.
Shadow of the Day werd in de Verenigde Staten op september 2007 uitgebracht. In Nederland was de oorspronkelijke releasedatum 9 november, maar dat werd naar een kleine maand later uitgesteld, 5 december. Vervolgens werd dit 13 december en 23 december. Uiteindelijk kwam de single 25 januari 2008 uit op single.

## Videoclip
De videoclip is geregisseerd door Joe Hahn. Op maandag 15 oktober was de videoclip op het internet te zien. In de clip zit een verhaallijn, met als hoofdpersoon Chester Bennington. In het begin van de clip staat hij op om 11:55 PM (23:55), dat verwijst naar de albumtitel Minutes to Midnight. Hij kijkt het nieuws, wast zijn gezicht en kleedt zich aan. Hij verlaat zijn huis waar buiten een door oorlog verscheurde en chaotische buurt te zien. Er zijn rellen, de politie treedt op met geschut. Een auto wordt in vlam gestoken en explodeert. Bennington staat voor de brandende auto met een hopeloze blik en loopt richting het vuur. De clip eindigt met een blik op zijn tas, die op de grond is gevallen.
Opvallend is dat er geen andere bandleden te zien zijn in de video. Dit is de eerste keer dat de band heeft besloten dit te doen. Ook lijkt de videoclip op From the Inside dat ook tussen rellen en chaos plaatsvindt. Ook is er een walvis te zien, dat een verwijzing is naar de In the End video.
Er zijn drie versies van de videoclip, naast de reguliere clip.
- Een van ze heeft alternatieve einde. Als Bennington klaar is met zingen, volgt er een scène waarin zijn tas, die hij bij zich droeg, op de grond laat vallen. Wat er precies gebeurt, is niet duidelijk maar aangenomen kan worden dat Bennington wordt neergeschoten of hij gaat meevechten.
- In de Director's Cut ziet men Bennington, nadat hij is weggelopen van het vuur, in een kamer met allerlei schermen met beelden van het gevecht dat gaande is en blauwdrukken aan de muren. Hij blijkt dus het brein achter de chaos te zijn.
- Op MTV Overdrive zijn scènes van geweerschoten en het gooien van flessen vervangen door verschillende relscènes.

## Commercieel
Shadow of the Day was geen groot succes in Nederland: de derde single stagneerde op de tiende positie in de tipparade. In de Amerikaanse Billboard Hot 100 debuteerde het nummer op #89 en steeg het naarmate de weken vorderde tot de 15de positie. Ondanks dat de eerste single van het album What I've Done tot de zevende plek kwam, verbleef Shadow of the Day langer in de lijst en vergaarde ook meer punten. Door in de Billboard Modern Rock Tracks te komen, werd Linkin Park een van de vier bands dat drie nummers gelijktijdig in de top twintig van deze lijst had staan. U2, R.E.M., Foo Fighters en Kings of Leon presteerden dit ook. Het nummer topte op de tweede plek en in de Modern Rock Tracks op de zesde. Het nummer bereikte de zesde positie in de Mainstream Rock Tracks en behaalde de top tien van de Billboard Adult Top 40. In het merendeel van de Europese landen bereikte het nummer de top twintig.

## Tracklist
Alle muziek en teksten zijn geschreven door Linkin Park. 
| Nr. | Titel                                                                | Duur  |
| --- | -------------------------------------------------------------------- | ----- |
| 1.  | Shadow of the Day (edit)                                             | 04:16 |
| 2.  | Bleed It Out (Live from Projekt Revolution, Holmdel NJ, Aug. 29 '07) | 06:07 |

| Nr. | Titel                                                                | Duur  |
| --- | -------------------------------------------------------------------- | ----- |
| 1.  | Shadow of the Day (edit)                                             | 04:16 |
| 2.  | Bleed It Out (Live from Projekt Revolution, Holmdel NJ, Aug. 29 '07) | 06:07 |
| 3.  | No More Sorrow (Third Encore Session)                                | 03:45 |

| Nr. | Titel                                 | Duur  |
| --- | ------------------------------------- | ----- |
| 1.  | Shadow of the Day (edit)              | 04:16 |
| 2.  | No More Sorrow (Third Encore Session) | 03:45 |

| Nr. | Titel                    | Duur  |
| --- | ------------------------ | ----- |
| 1.  | Shadow of the Day (edit) | 04:16 |

| Nr. | Titel             | Duur |
| --- | ----------------- | ---- |
| 1.  | Shadow of the Day |      |

## Medewerkers
Linkin Park
- Chester Bennington: leadvocalen, achtergrondvocalen, ritmisch gitarist
- Rob Bourdon: drum, percussie
- Brad Delson: leadgitaar
- Joseph Hahn: programmering, sampling
- Phoenix: basgitaar
- Mike Shinoda: achtergrondvocalen, producer, keyboard

Overig
- Productie door Rick Rubin en Mike Shinoda
- Engineer: Andrew Scheps, Ethan Mates en Dana Nielsen, assistent engineer: Phillip Broussard, Jr.
- Studioproductie coördinator: Stephanie Ludoor,
- Opgenomen in The Mansion in Laurel Canyon, gemixt in de Paramount Studios
- Gemixt door Neal Avron, geassisteerd door George Gumbs en Nicholas Fournier

Overig
- Protoolsengineer: Erich Talaba
- Gemasterd door Dave Collins at Collins Audio
- Creatieve regie door Frank Maddocks, Ellen Wakayama, Mike Shinoda en Joe Hahn, artregie: Frank Maddocks en Nikos Constant
- Design: Frank Maddocks
- Snaarwerk gearrangeerd door Dave Campbell, Mike Shinoda en Brad Delson, alle snaren gedirigeerd door Dave Campbell.[8]
  - Violen: Charles Bisharat, Mario DeLeon, Armen Garabedian, Julian Hallmark, Gerry Hilera, Songa Lee-Kitto, Natalie Leggett, Josefina Vergara, Sara Parkins
  - Altviool: Matt Funes, Andrew Picken
  - Celli: Larry Corbett, Suzie Katayama
  - Contrabas: Oscar Hidalgo